# Prato comercial

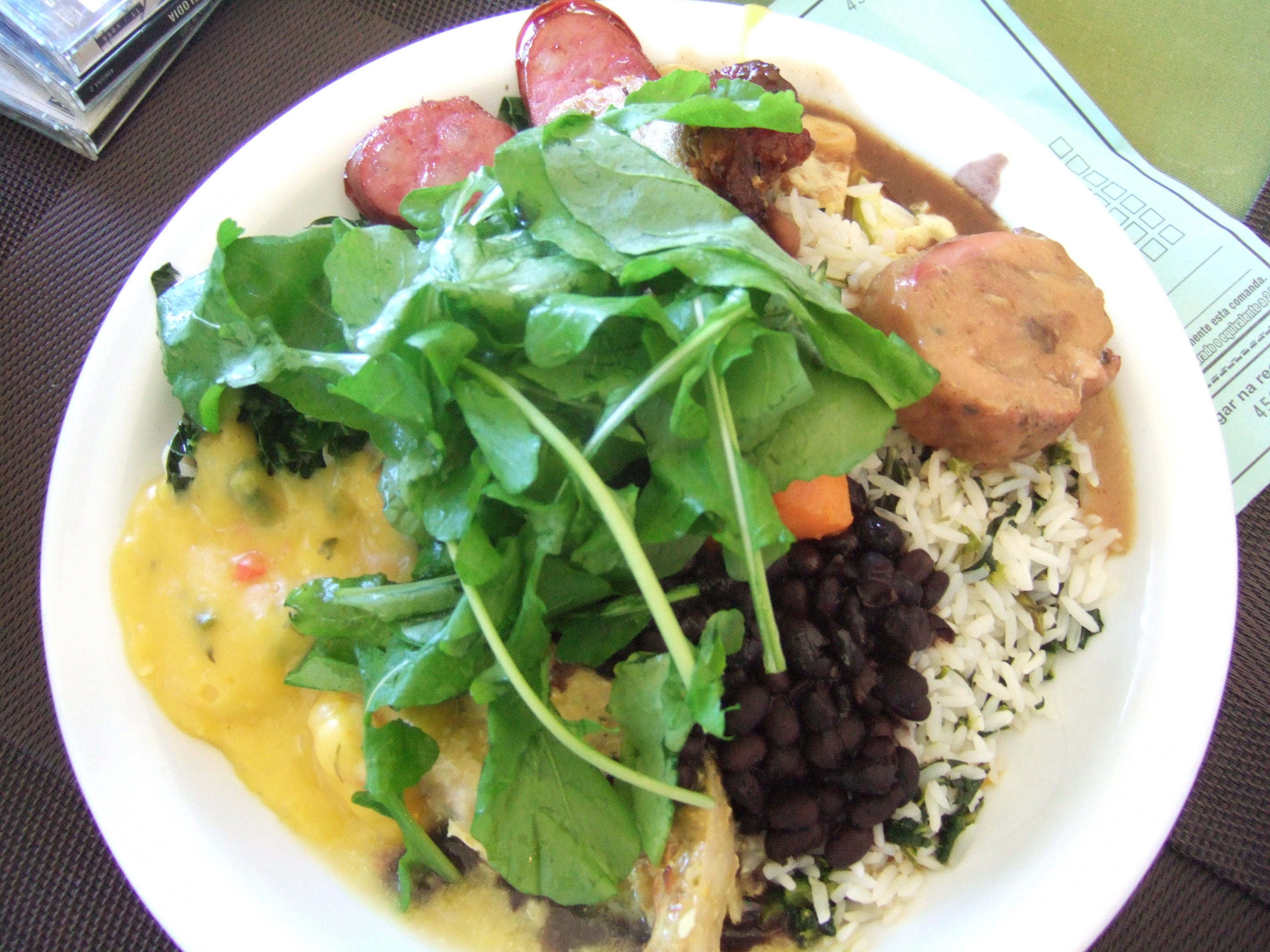
Um exemplo de prato feito.

Comercial, prato comercial, almoço comercial, prato executivo, prato feito, pê-efe ou PF são expressões do português brasileiro que designam uma refeição que é montada segundo o gosto do dono do restaurante e não segundo o gosto do cliente. Na culinária brasileira atual, consiste muitas vezes em arroz, feijão, macarrão, algum tipo de carne (bife, frango, linguiça calabresa, filé de peixe ou mesmo ovo), salada (alface, tomate e cebola) e batatas fritas. Por ser relativamente barato, é muito servido e apreciado em restaurantes de padrão médio e baixo, além de bares.
Há muitas variações regionais, como em São Paulo, onde o Virado à Paulista é muito apreciado, que possui feijão cozido misturado à farinha de mandioca e acompanha couve refogada, banana frita e uma bisteca suína ou costelinha de porco. Já em Belo Horizonte, capital de Minas Gerais, é servido o Kaol, ou Caol, que consiste em uma carne, arroz, ovo frito e linguiça. 
Com o sucesso, a partir da década de 1980, do advento do sistema de serviço de buffet com pesagem - comida à quilo, em escolha livre do cliente, constata-se a diminuição da oferta do menu de prato feito, nos restaurantes populares e bares.  